# Слишком красивые, чтобы умереть (фильм)
«Слишком красивые, чтобы умереть» (итал. Sotto Il Vestito Niente) — итальянский кинофильм 1985 года.

## Сюжет
Действие триллера происходит в Милане. Серийный убийца, использующий ножницы, убивает топ-моделей. Лесничий из Йеллоустонского национального парка приезжает в город, чтобы защитить свою сестру. Ему приходится узнать изнутри мир международной элиты. Несмотря на все его усилия, сестру спасти не удаётся. А вскоре убийца начинает охоту и за самим главным героем.